# Juan Noé
Juan Noé Crevani (Pavía, Italia, 27 de abril de 1877 - Santiago de Chile, 22 de enero de 1947) fue un médico y académico italiano contratado por el gobierno de Chile para impartir clases en la Facultad de Medicina de la Universidad de Chile en 1912. Erradicó la malaria de Chile, inició el combate a la enfermedad de Chagas. Creó las bases de la Salud Pública en Chile.

## Biografía
En 1877 nace en Pavía, Italia, Juan Noè Crevanni, hijo de Emilio Noè y Luisa Crevanni. Desde muy temprana edad vivió y se educó en un internado junto a su hermano Ricardo, a pesar de la poca necesidad de ello dado el relativamente acomodado ambiente familiar. Esto último gracias a Carlos Noè, ingeniero militar y hermano de Emilio Noè, cuya hazaña de abrir las compuertas del Po para inundar la Val Padana durante la batalla de Magenta para impedir el paso de las tropas invasoras, le consiguió el reconocimiento del Gobierno a él y a toda su familia, además del usufructo de las reservas pesqueras de la región.
La lejanía de su familia, especialmente de su madre, sumada a su condición enfermiza generaría en él un problema afectivo de por vida.
Posterior a la muerte de Emilio Noè, su madre contrae segundas nupcias con el ingeniero Sicardi, quien trata a Juan y a Ricardo como hijos propios y les entrega el cariño que antes no recibieron por parte de su padre. Él traslada a la familia a la Riviera Lígure, consciente de la bronquitis y sabañones del pequeño Juan Noé, con la intención de que mejorase y que pudiera dedicarse a sus estudios sin complicaciones. Allí conoció, en el instituto Mondragone, a Eugenio Pacelli, personaje que más estimó y admiró y que más tarde se convertiría en el papa Pío XII. Del nuevo matrimonio de su madre, nacen Irene e Inés, esta última fallece tempranamente.
Su desempeño estudiantil fue excelente, ubicándose siempre en los primeros lugares de su curso, más por su intrínseca curiosidad que por un esfuerzo intencional para ser el mejor de la clase. No se limitó al ámbito intelectual, pues la cultura física, la música y el baile eran igual de importantes para el joven Noè y lo apasionaron de la misma forma durante toda su vida.
Ya en su juventud y sin descuidar sus estudios, Juan Noè acogió en sí mismo las ideas del Resurgimiento Italiano y el patriotismo, y decide unirse a la secreta logia masónica de los Carbonari, luchando en contra del absolutismo político.
Ingresó a la Universidad de Roma, donde cursó Ciencias Físicas y Naturales siendo discípulo y el jefe del laboratorio del profesor Gian Battista Grassi, descubridor de la malaria. Allí trabajó arduamente con él entre 1901 y 1906 y colaboró en las investigaciones relativas a las Anopheles; género de mosquito que posee 400 especies y 30 a 40 de ellas son capaces de causar la malaria humana. En aquel laboratorio también conoció más tarde a Clelia Pizzo, su futura esposa, con la que tuvo tres hijos: Ada, el 8 de marzo de 1908; Mario, el 21 de diciembre de 1910, y Nerina, el 10 de julio de 1911. Se graduó en 1902 en Medicina con calificaciones excelentes.
Dada la necesidad de la Facultad de Medicina de Santiago de Chile de un profesor para la Cátedra de Zoología Médica, es contactado mediante el decano de aquel entonces, el doctor Vicente Izquierdo Sanfuentes, para que desempeñara el cargo en 1912, luego de un largo viaje desde Italia pasando por el Estrecho de Magallanes llega a Chile a fines del 1912 . El 12 de diciembre de aquel año, dictó su conferencia “Crisis biológica del siglo XIX” en el Salón de Honor de la Universidad de Chile, hecho que daría inicio a sus actividades académicas en Chile. 
Con los años dividirà su cátedra de en tres ramas:
- Biología general (incluía citología genètica y evolución)
- Embriología
- Anatomía Comparada
- Creó además cursos de Parasitología e Histología normal.

Su influencia docente quedará en sus la Salud Pública en Chile 
Desde un año después de su llegada realizó estudios de la malaria en la zona norte del país, en los valles de Tarapacá, Arica y Tacna (bajo ocupación chilena en ese momento). Luego de años de lucha por conseguir los recursos económicos y humanos necesarios, en 1937 emprendió la campaña definitiva de erradicación de la malaria y del mosquito Anopheles del territorio chileno, objetivo logrado finalmente para 1945.
Es testigo de los comienzos del laboratorio que luego sería el Instituto de Biología. Este se encontraba en el entre-techo de la Escuela de Medicina; por cierto con un muy escaso número de microscopios, en donde se trabajaba agachados, con la cabeza rozando el zinc, tiritando de frío en el inviernos y transpirando durante el verano. Existía una estufa que utilizaba Noè para enseñar a sus estudiantes a hacer inclusiones, mientras los ratones se cruzaban entre sus piernas, era un laboratorio en paupérrimas condiciones y aun así a pesar de aquello se las arregló para buscar espacio en la escuela de medicina para instalar un acuario y una gran jaula en la parte posterior sur del predio.Se le ofrece la cátedra de Histología luego que el profesor Vicente Izquierdo tuvo que abandonar por una grave enfermedad a la vista. Al tomarla transforma el concepto estático en dinámico, hasta ese minuto el escaso raciocinio se basaba en la paleontología, origen de la anatomía comparada descriptiva y sobre la base de los fósiles hallados en las capas geológicas. Este es el método utilizado por la escuela pasiva alemana. Juan Noè, según la escuela activa italiana de Grassi, insiste en que no basta con describir formas orgánicas. Dice: “la vida es acción, movimiento y dinamismo y no en muerte. Hay que abordarla en su función y en sus múltiples correlaciones con los ambientes intero y extero, en un estudio sereno de la naturaleza”.
Llevaba la política de inclinar a su gente hacia la docencia, diciendo que el científico no debe dedicarse exclusivamente a la investigación, sino también a exponer sus descubrimientos e investigaciones ante el auditorio. Así ordena a sus estudiantes destacados a dictar cátedra, avisándoles a éstos un día antes.
Debido a la inexistencia del parásito de la malaria en el sur de Chile dedicó sus estudios a una enfermedad similar: el proteosoma, protozoo transmitido por el zancudo común, el Culex pipiens, a la diuca. Sus frotis de sangre aumentaron la colección de preparaciones microscópicas del laboratorio y el conocimiento de los mecanismos de crecimiento y evolución de este parásito. 
Murió en Santiago en 1947, mientras aún realizaba investigaciones siendo sentida su pérdida en su nuevo país.

## La Anemia del Minero
Fue llamado por el gobierno para trasladarse a la zona sur del país, a las minas de carbón de Lota, Coronel, Curanilahue y Lirquén para estudiar lo que era llamado Anemia del Minero, patología causada por el Vermes intestinal de la ankylostomiasis, que por repetidas hemorragias digestivas llevaba a la muerte de los portadores. En aquella incursión le acompañaban ayudantes; Walter Fernández Ballas, Ramiro Herrera, Ottmar Wilhem (futuro ministro de salud).
Se demostró que en el fondo de las minas de carbón las larvas de las deyecciones fecales de los mineros infectados con el vermes parásito, eran capaces de penetrar en el organismo a través de la piel. El fenómeno fue demostrado en el laboratorio por voluntarios, y gracias a su investigación, se tomaron las medidas correspondientes: en la mina el uso de botas para cubrir los pies junto con la administración de vermífugos. De esta forma se demostraba un precedente de la utilidad de la parasitología.

## Convenio sanitario tripartito entreBolivia,PerúyChilede 1946
Conociendo los alcances de la malaria a nivel mundial y sus posibles brotes en donde ya había sido erradicada, el profesor Noé, considera que para mantener el éxito de la campaña antimalarica en Chile se necesita un convenio sanitario con las fronteras de las naciones hermanas, en otras palabras la protección de las fronteras era crucial para mantener los resultados de la campaña en el país.
Todos estos factores lo llevaron a generar y luego presentar un proyecto al ministro de salud de la época el Dr. Juan Garagulic en marzo del año 1946, con la idea de una campaña antimalarica fronteriza y fue aceptado.
Luego de que el proyecto fuera aceptado el profesor Noé se trasladó a Perú para hablar con el ministro de salud en ese entonces el Dr. Julio E. Portugal con quien llegó a un “compromiso de desarrollar rápida y coordinadamente la campaña antimalárica de la zona fronteriza” , también plantea que se debe incluir a Bolivia en este compromiso y que además se debe convocar a una conferencia sanitaria internacional con representantes de Chile, Perú y Bolivia.
Luego visita La Paz, Bolivia para poder conocer las condiciones sanitarias de este país y ahí se le entrega la condecoración de Cóndor de los Andes.
El día 26 de mayo del año 1946 se firma el Convenio Sanitario Tripartito por los delegados de Bolivia, Chile y Perú, con el auspicio de la Oficina Sanitaria Panamericana, representada por Anthony Donovan y John D. Long, este último en 1925 y 1926 actuó como asesor de la reorganización del Servicio Nacional de Sanidad de Chile y es el autor principal del Código Sanitario Chileno que es la piedra estructural de la salud nacional y continental, conocido como Código de Long.
Entre los días 24 y 26 de mayo se realizó en Arica la Conferencia Sanitaria Internacional que ratificó el Pacto Sanitario Tripartito, para proporcionar a estos países los medios para mejorar las condiciones sanitarias y protegerlos de posibles pestes propagadas a través de las fronteras. Esta conferencia creó de inmediato el “Comité de Control del Convenio Sanitario Fronterizo” que era integrado por representantes de cada uno de los países pactantes, y su función era vigilar el cumplimiento del convenio con respecto a las cinco enfermedades transmisibles de las que este se ocupa, que son la malaria, fiebre amarilla, peste bubónica, viruela y tifus exantemático. El primer presidente de este comité fue el Dr. Juan Noé.
El comité era relativamente autónomo puesto que dependía y debía rendir cuentas a las direcciones de salubridad de los países signatarios, y su acción se llevaba a cabo mediante unidades sanitarias fronterizas que informaban constantemente a las direcciones pertinentes y a la Oficina Sanitaria Panamericana.
Las unidades sanitarias fronterizas debían informar y entregar los datos recopilados cada seis meses al presidente del comité, y este se encargaba de informar a sus superiores. Las unidades sanitarias también tenían como misión la vigilancia de pasajeros ya sean de aviones o transporte terrestre, la exigencia de certificados de vacunación y la visación de los carnets de libre tránsito fronterizo. 
Las campañas sanitarias y la educación sanitaria fueron medidas cruciales y efectivas para extinguir epidemias, siendo así Chile según el Dr. Neghme el primer país de América y quizás del mundo en exterminar por completo la malaria y otras enfermedades. Lo que le da al Dr. Noé un puesto de avanzada dentro de los educadores sanitarios.
Noé comenzó a poner en práctica la Medicina Social en Chile concibiendo la enfermedad no como un hecho aislado sino como ligada a fenómenos sociales, económicos, culturales, etc., algo que había sido dejado de lado por los médicos de esa época. Él consideraba a la enfermedad no solo como algo que necesitaba una terapia, sino como un problema que requería prevención y una ayuda por todos los medios posibles. La enfermedad según su criterio tenía tres etapas: el tratamiento propiamente tal, la prevención de la enfermedad y la promoción de la salud.
En el año 1946 empezó a enviar estudiantes de medicina a provincias para que pudieran ver las realidades sanitarias dentro del país. Él sabía que no bastaba con eliminar la enfermedad sino que era necesario mejorar la economía agraria, educar a los campesinos y generar una mejoría en sus condiciones de vida, para así evitar la propagación de nuevas epidemias. Comenzó a fomentar las campañas de alfabetización ya que creía que así las personas comprenderían mejor las instrucciones de salud. Incluso el mismo empieza a poner en práctica la educación sanitaria en terreno.
Se preocupó mucho de la medicina social y se centró específicamente en la región de Tarapacá, además de plantear la necesidad de que al personal de jornada completa del área de salud pública se le pagara adecuadamente a su labor para así incentivarlos a consagrarse con su labor.

## Dr. Juan Noè y sus acciones en beneficio de Arica y Tarapacá
La malaria o paludismo se presentaba en los suburbios de las provincias de Arica y Tarapacá. Chile, gracias a los esfuerzos del Dr. Noé, fue unos de los primeros países occidentales en erradicar la malaria. La campaña contra la malaria se preocupó no solo de la enfermedad en sí, sino en las condiciones económicas y sociales de la población afectada dado que el Dr. Noé entendió el problema de la malaria como una acción de medicina social y de desarrollo integral de las poblaciones afectadas. 
En esta campaña antimalárica se recibió la ayuda de Carabineros de Chile y el Ejército, para las tareas de saneamiento antimalárico; del Departamento de Riego del Ministerio de Agricultura, para estudiar las aguas de regadío y canalizarlas; de la Caja de Colonización, para la parcelación y cultivo racional del suelo; de la Dirección General de Caminos, para el mejoramiento de las vías de comunicación.
Todas estas medidas lograron que en 9 meses se hubiera terminado la transmisión de la malaria en la ciudad de Arica.
Todas estas medidas fueron aplicadas además de un tratamiento medicamentoso a todos los individuos que tras un examen médico fueran positivos a la malaria. Los que estaban más afectados por el paludismo eran tratados de forma más agresiva como por ejemplo con el tratamiento de Ascoli sobre la base de inyecciones de soluciones débiles de adrenalina por vía intravenosa, y lo que necesitaban hospitalización eran internados en la sala “Luis Arteaga” del Hospital San Juan de Dios de Arica, algunos eran tratados en una consulta externa de la estación antimalaria.
En los valles del interior se demostró según una encuesta parasitológica casa a casa que el 70% de los campesinos eran palúdicos.
La campaña hasta el 1940 abarcó solo Arica y 25 km del valle de Azapa vecino. En los otros valles se realizaron encuestas para saber cuál era la cantidad de mosquitos de la especie Anopheles pseudopuntipennis que es el vector de esta enfermedad.
En 1943 y 1944 por iniciativa del profesor Juan Noé se, el gobierno propició dos leyes que para aportar recursos a la campaña contra la malaria y empezar a realizar estudios sobre otra enfermedad parasitaria, la Enfermedad de Chagas o “Trypanosomiasie americana”. El Dr. Sótero del Río, ministro de Salud en esa época patrocinó estas leyes, pero además las complementó con fondos para entregarles gratificaciones especiales a las personas que trabajaban full time en la brigada antimalaria de zonas rurales y cordilleranas al igual que a las brigadas de carabineros que cumplían con esta labor.
En 1944 junto a la industria farmacoquímica nacional en especial la Farmacoquímica y del Instituto Sanitas se utilizó un poderoso insecticida: el Diclorodifenil-tricloro-etano (DDT) para eliminar a los mosquitos transmisores.

## Reconocimientos
- Se le otorgó póstumamente la nacionalidad chilena en gracia.
- En Arica existe un monumento a su memoria, mientras que una avenida, una población, el Hospital Regional y un liceo llevan su nombre.